# Altoona (Wisconsin)
Altoona ist eine Stadt im Eau Claire County im US-Bundesstaat Wisconsin. Das U.S. Census Bureau ermittelte bei der Volkszählung 2020 eine Einwohnerzahl von 8293.
Altoona hat einen Bahnhof an der Union Pacific Railroad.

## Geschichte
Die Besiedlung von Altoona begann 1881, als Chicago, St. Paul, Minneapolis and Omaha Railway den Ort für einen neuen Bahnhof auswählten, um den überlasteten Bahnhof von Eau Claire zu entlasten. Die ersten Bewohner zogen im Mai 1882 in den Ort, und im Mai desselben Jahres wurde der Bahnhof in Betrieb genommen.

## Demografie
Nach der Volkszählung aus dem Jahr 2000 hatte der Ort 6698 Einwohner, die sich auf 2844 Haushalte verteilten. Die Bevölkerungsdichte betrug 1638,6 Einwohner pro km². Die Bevölkerung setzt sich zu 95,89 % aus Weißen, der Rest aus anderen ethnischen Gruppen zusammen.